# Catacomb 3-D
Catacomb 3-D es el primero en una serie de juegos en 3D, de la saga Catacomb creada por los fundadores de id Software. El juego fue originalmente publicado por Softdisk en noviembre de 1991. Es un juego de disparos en primera persona para la plataforma IBM PC compatible con gráficos EGA. El juego introdujo la idea de mostrar la mano del jugador en la vista 3D y precedió al más conocido Wolfenstein 3D.
Los orígenes de este juego son Catacombs por John Carmack para PC y Apple II. Este es un juego en 2D, utilizando la visión en tercera persona desde arriba, lanzado en 1989-1990. A continuación llegó Catacomb II que usaba el mismo motor de juego en nuevos niveles. La primera versión en 3D lanzada fue Catacomb 3d: A new dimension, pero fue luego relanzada como Catacomb 3d: The Descent, y también como Catacombs 3 para su publicación comercial (las versiones anteriores habían sido lanzadas por otros medios, como disk magazines y descargas).
Los créditos del juego son: John Carmack, John Romero, Jason Blochowiak (programación), Tom Hall (diseñador), Adrian Carmack (artista), and Robert Prince (músico).

## Catacomb Fantasy Trilogy

### Catacomb Abyss
Catacomb Abyss fue el único de la serie, lanzado como Shareware. Fue lanzado por Softdisk en 1992.
Los créditos son: Mike Maynard, Jim Row, Nolan Martin (Programación), 
Steve Maines (director de arte), Steve Maines, Carol Ludden, Jerry Jones, Adrian Carmack (productor de arte), Jim Weiler, Judi Mangham (garantía de calidad), e id Software (Imágenes y efectos 3D).

### Catacomb Armageddon
Catacomb Armageddon es la secuela de Catacomb Abyss. Fue luego relanzado como Curse of the Catacombs.

### Catacomb Apocalypse
Catacomb Apocalypse es el juego final en la Catacomb Fantasy Trilogy. Fue luego relanzado como Terror of the Catacombs.